# Beundenfeld/Baumgarten
Beundenfeld/Baumgarten  ist ein Quartier der Stadt Bern. Es gehört zu den 2011 bernweit festgelegten 114 gebräuchlichen Quartieren und liegt im Stadtteil IV Kirchenfeld-Schosshalde, dort im statistischen Bezirk Beundenfeld. Es liegt im Süden des Quartiers BernArena und grenzt an die Quartiere Gewerbezone Galgenfeld, Schönberg-Ost, Schönberg/Bitzius, Spitalacker und Kaserne.
Im Jahr 2022 lebten im Quartier 1486 Einwohner, davon 1259 Schweizer und 226 Ausländer.
Beundenfeld war früher eine Flurbezeichnung beidseits der Papiermühlenstrasse zwischen Laubeggstrasse und Guisanplatz.
Im Quartier befindet  das Nationale Pferdezentrum und einige kantonale und Bundesbehörden, u. a. der Nachrichtendienst des Bundes in ehemaligen Militäranlagen der Kantonalen Kaserne Beundenfeld. Heute liegen nur die Teile westlich der Papiermühlenstrasse im Quartier Beundenfeld, die östlichen Teile und insbesondere die rekonstruierte Militärkaserne Bern befinden sich im Bezirk Spitalacker.
Die namensgebende Siedlung Baumgarten zwischen Ostermundigen- und Bolligenstrasse ist in drei Etappen zwischen 1996 und 2012 auf Initiative der Burgergemeinde Bern als Eigentümerin des Baulandes entstanden. Heute wohnen rund 600 Personen in den ca. 240 Wohnungen. In den ersten beiden Etappen entstanden Eigentumswohnungen, die von den Eigentümern bewohnt werden müssen. Die Wohnungen der dritten Etappe gehören einer Stockwerkeigentümergesellschaft.